# ジョーダン・ブランド・クラシック

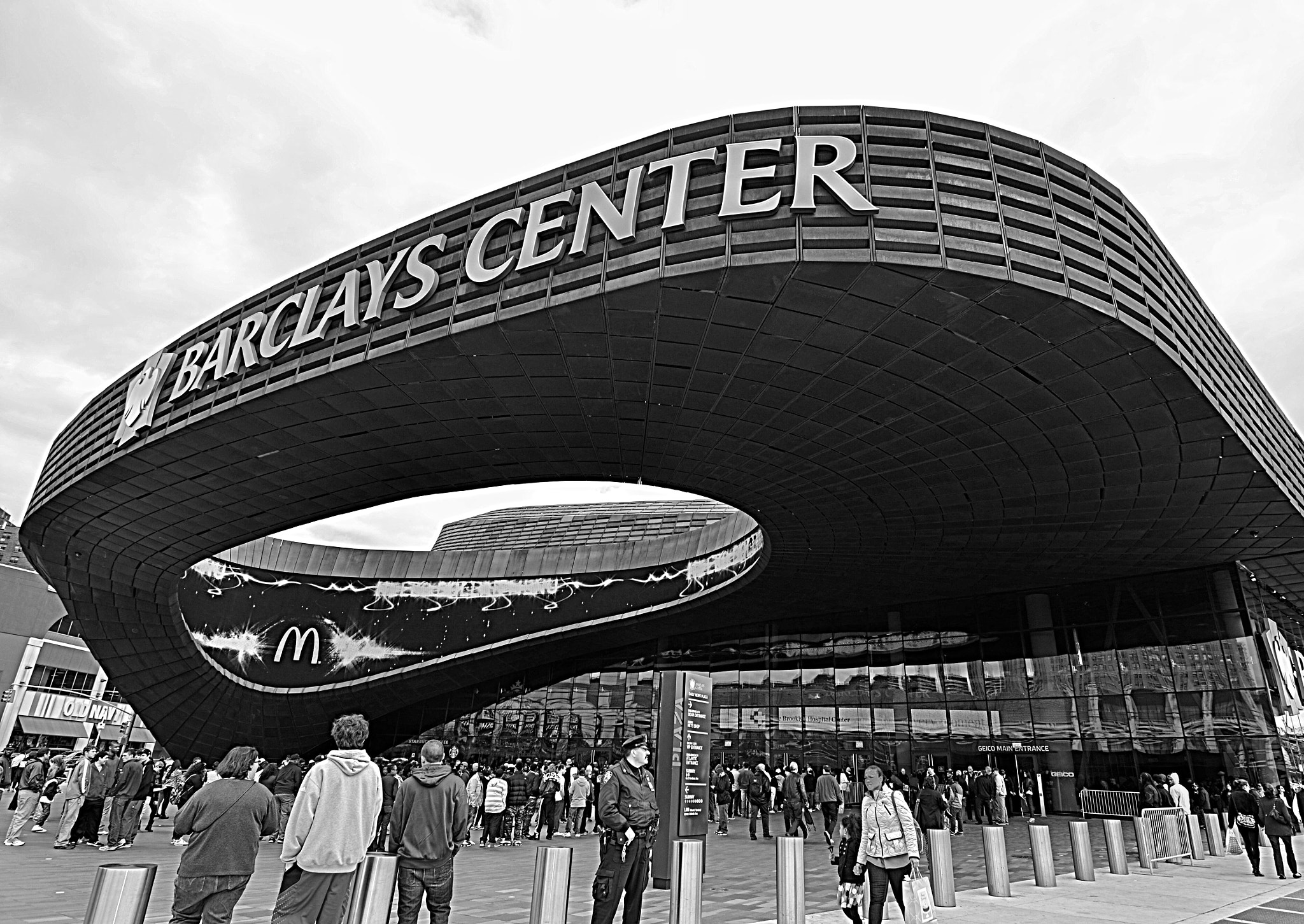
ジョーダンブランドクラシックは、2013年から2018年までニューヨーク州ブルックリンのバークレイズセンターで開催された。

ジョーダン・ブランド・クラシック(Jordan Brand Classic)は4月に毎年行われる高校のオールスターバスケットボールゲームで毎年4月に開催される。
ナイキジョーダンブランドが主催する世界トップレベルの高校生が集うエキシビションゲーム及びイベントである。将来のNBA選手候補となる20名が招待される。この大会に招待され後にNBA選手になったものには、クリス・ポール、カーメロ・アンソニー、ブレイク・グリフィン、カイリー・アービング、レブロン・ジェームズ、ケビン・デュラント、アンソニー・デイビス、ザイオン・ウィリアムソンなどがいる。日本人では八村塁だけである。
このゲームの名前はマイケル・ジョーダンにちなんで名付けられたナイキの一部門であるジョーダンブランドのチーフオーガナイザーに由来している。

## ゲーム結果
| 年     | 結果                      | 会場                           | 市                             | 観客数 |
| ------ | ------------------------- | ------------------------------ | ------------------------------ | ------ |
| 2002   | 赤121、 白167             | MCIセンター                    | ワシントンDC                   | 7,472  |
| 2003   | ブラック102、 シルバー107 | MCIセンター                    | ワシントンDC                   | 18,424 |
| 2004   | アウェイ107 、ホーム96    | コムキャストセンター           | カレッジパーク、MD             | 9,275  |
| 2005年 | グレー127 、ホワイト126   | マディソンスクエアガーデン     | ニューヨーク州ニューヨーク市   | なし   |
| 2006   | ブラック95、 ホワイト108  | マディソンスクエアガーデン     | ニューヨーク州ニューヨーク市   | なし   |
| 2007   | ロイヤル119、 イエロー127 | マディソンスクエアガーデン     | ニューヨーク州ニューヨーク市   | なし   |
| 2008年 | 青124 、白114             | マディソンスクエアガーデン     | ニューヨーク州ニューヨーク市   | なし   |
| 2009   | 黒110 、白103             | マディソンスクエアガーデン     | ニューヨーク州ニューヨーク市   | なし   |
| 2010   | 東125、 西129             | マディソンスクエアガーデン     | ニューヨーク州ニューヨーク市   | 15,075 |
| 2011   | 東113 、西109             | タイムワーナーケーブルアリーナ | ノースカロライナ州シャーロット | なし   |
| 2012   | 東95、 西99               | タイムワーナーケーブルアリーナ | ノースカロライナ州シャーロット | なし   |
| 2013   | 東98、 西102              | バークレイズセンター           | ニューヨーク州ブルックリン     | なし   |
| 2014   | 東158 、西147             | バークレイズセンター           | ニューヨーク州ブルックリン     | なし   |
| 2015   | 東116、 西118             | バークレイズセンター           | ニューヨーク州ブルックリン     | なし   |
| 2016年 | 東131 、西117             | バークレイズセンター           | ニューヨーク州ブルックリン     | なし   |
| 2017年 | 東116、 西124             | バークレイズセンター           | ニューヨーク州ブルックリン     | なし   |
| 2018年 | 黒136、 白146             | バークレイズセンター           | ニューヨーク州ブルックリン     | なし   |
| 2019年 | 黒125、 白132             | T-Mobile Arena                 | パラダイス、ネバダ州           | なし   |

## 同窓生
2014年までのJordan Brand Classic卒業生の完全なリストについては、 ここをクリックしてください 。

## 年ごとの名簿

### 2002
| レッド - ハッサン・アダムス - カーメロ・アンソニー - ケレンナ・アズバイク - ディー・ブラウン - グレッグ・ブラナー - ジャスティン・グレイ - アレキサンダー・ジョンソン - ジミー・マッキニー - シャブリク・ランドルフ - J・J・レディック - クリス・ロジャース - アーロン・スピアーズ - ブレイシー・ライト | ホワイト - デンハム・ブラウン - エバン・バーンズ - トラビス・ギャリソン - ジョン・ギルクリスト - ジェフ・ホーナー - アンドレ・イグダーラ - ジャレット・ジャック - ショーン・メイ - ラシャード・マキャンツ - アマレ・スタウダマイアー - マイケル・トンプソン - ケネディ・ウィンストン |

### 2003
| BLACK - シャガリ・アレイン - ゲイリー・アービン - ブランドン・ファウスト - クリス・ハンフリーズ - レブロン・ジェームズ - リナス・クレイザ - ドリュー・ラベンダー - ロドリック・スチュワート - ボン・ウェイファー | SILVER - シャノン・ブラウン - ジャーマレオ・デビッドソン - ドゥディ・イービー - J・R・ギデンズ - ディオン・ハリス - エケネ・イベクウェ - タック・マイナー - クリス・ポール - コートニー・シムズ |

### 2004
| BLACK - ラショーン・ディッキー - ジョーダン・ファーマー - ダニエル・ギブソン - マリック・ヘアストン - ドワイト・ハワード - ブライアン・ジョンソン - ラッセル・ロビンソン - アイザイア・スワン - ロバート・バーデン - D・J・ホワイト | WHITE - ラマーカス・アルドリッジ - コーリー・ブリュワー - ジョー・クロフォード - ルディ・ゲイ - アル・ジェファーソン - サーシャ・カーン - A・J・プライス - ジェイソン・リッチ - レイジョン・ロンド - ドレル・ライト |

### 2005
| GRAY - アンドリュー・バイナム - デバン・ダウニー - レバンス・フィールズ - タイラー・ハンズブロー - C・J・マイルズ - ケビン・ロジャース - マグナム・ロール - ルー・ウィリアムズ - ショーン・ウィリアムズ - ジュリアン・ライト | WHITE - アンドレイ・ブラッチ - エリック・ボーテング - ジョン・ブロックマン - キース・ブランボー - ルイス・クリンチ - マイカ・ダウンズ - リチャード・ヘンドリクス - エマニュエル・メイベン - マイク・マーサー - マーテル・ウェブスター |

### 2006
| BLACK - デモンド・カーター - ケビン・デュラント - ポール・ハリス - マイク・ジョーンズ - タイ・ローソン - バーノン・マクリン - Obi Muonelo - グレッグ・オデン - ダジュアン・サマーズ - ブランダン・ライト - ブライアン・ズーベック | WHITE - シェロン・コリンズ - デューク・クルーズ - ウェイン・エリントン - スペンサー・ホーズ - カーティス・ケリー - ジョン・クレフト - ジョン・シャイアー - デショーン・シムズ - エドガー・ソーサ - サデウス・ヤング |

### 2007
| ROYAL - Jerryd Bayless - Donté Greene - Jeffrey Jordan - Kosta Koufos - Kalin Lucas - O. J. Mayo - Patrick Patterson - Chandler Parsons - Durrell Summers - Chris Wright (b. 1989) | YELLOW - Corey Fisher - Austin Freeman - Eric Gordon - Blake Griffin - Gary Johnson - Jai Lucas - Jeff Robinson - Derrick Rose - Kyle Singler - Chris Wright (b. 1988) |

### 2008
| AWAY - William Buford - DeMar DeRozan - Drew Gordon - JaMychal Green - Jrue Holiday - Scotty Hopson - Brandon Jennings - Malcolm Lee - Greg Monroe - B. J. Mullens - Wesley Witherspoon | HOME - Al-Farouq Aminu - Ed Davis - Michael Dunigan - Devin Ebanks - Tyreke Evans - Delvon Roe - Samardo Samuels - Iman Shumpert - Kemba Walker - Willie Warren - Tony Woods |

### 2009
| BLACK - Kenny Boynton - Avery Bradley - Dominic Cheek - DeMarcus Cousins - Derrick Favors - Abdul Gaddy - Jordan Hamilton - John Henson - Lamont Jones - Alex Oriakhi - Durand Scott | WHITE - Tiny Gallon - Xavier Henry - Marcus Jordan - Wally Judge - Tommy Mason-Griffin - Daniel Orton - Renardo Sidney - John Wall - Royce White - Jamil Wilson - Mouphtaou Yarou |

### 2010
| BLUE - Harrison Barnes - Will Barton - Tobias Harris - Terrence Jones - Cory Joseph - Doron Lamb - Kendall Marshall - Josh Selby - Joshua Smith - Tristan Thompson | RED - Reggie Bullock - Kyrie Irving - Perry Jones - ジェイレン・ケンドリック - ブランドン・ナイト - C. J. Leslie - ロスコー・スミス - ジャレッド・サリンジャー - デショーン・トーマス - ディオン・ウェイターズ |

### 2011
| BLACK - ブラッドリー・ビール - ジャバリ・ブラウン - Kentavious Caldwell-Pope - アンソニー・デイビス - Myck Kabongo - Johnny O'Bryant - Sir'Dominic Pointer - Otto Porter - Adonis Thomas - Kyle Wiltjer - Tony Wroten | WHITE - Khem Birch - マイケル・カーター＝ウィリアムズ - ラキーム・クリスマス - Michael Gbinije - マイケル・ギルクリスト - P・J・ヘアストン - ジェームズ・マイケル・マカドゥー - オースティン・リバース - シャノン・スコット - マーカス・ティーグ |

### 2012
| EAST - カイル・アンダーソン - クリス・ダン - ジェラミ・グラント - ゲイリー・ハリス - ブライス・ジョンソン - リッキー・レド - ナーレンズ・ノエル - トニー・パーカー - ロドニー・パービス - Kaleb Tarczewski - JP・トコト | WEST - Steven Adams - Brandon Ashley - Isaiah Austin - Anthony Bennett - Archie Goodwin - Danuel House - Grant Jerrett - Shabazz Muhammad - Marcus Paige - Alex Poythress - Rasheed Sulaimon |

### 2013
| EAST - Tyler Ennis - Aaron Harrison - Andrew Harrison - Kuran Iverson - Rondae Jefferson - Kennedy Meeks - ボビー・ポーティス - ジュリアス・ランドル - ウェイン・セルデン - クリス・ウォーカー - アンドリュー・ウィギンズ | WEST - Joel Embiid - アーロン・ゴードン - ケイシー・ヒル - ダカリ・ジョンソン - ワット・ジョーンズ - マーカス・リー - ジャバリ・パーカー - Noah Vonleh - トロイ・ウィリアムズ - Nigel Williams-Goss - James Young |

### 2014
| EAST - Grayson Allen - Joel Berry II - James Blackmon Jr. - Justin Jackson - Tyus Jones - Trey Lyles - Jahlil Okafor - Kelly Oubre - L. J. Peak - Karl-Anthony Towns - Reid Travis - Rashad Vaughn - Isaiah Whitehead | WEST - Shaqquan Aaron - クリフ・アレキサンダー - デビン・ブッカー - キャメロン・チャットマン - ダニエル・ハミルトン - Stanley Johnson - Chris McCullough - Emmanuel Mudiay - テオ・ピンソン - ディアンジェロ・ラッセル - マイルズ・ターナー - Tyler Ulis - Justise Winslow |

### 2015
ソース 
| EAST - Isaiah Briscoe - Jaylen Brown - Jalen Brunson - Thomas Bryant - Jalen Coleman - Eric Davis - Cheick Diallo - Henry Ellenson - Luke Kennard - Skal Labissière - Charles Matthews - Malachi Richardson - Caleb Swanigan | WEST - Dwayne Bacon - Malik Beasley - Antonio Blakeney - Deyonta Davis - Tyler Davis - Tyler Dorsey - Austin Grandstaff - Dedric Lawson - Malik Newman - Ivan Rabb - Ben Simmons - Allonzo Trier - Stephen Zimmerman |

### 2016年
ソース 
| EAST - Bam Adebayo - Udoka Azubuike - Tony Bradley - Bruce Brown Jr. - De'Aaron Fox - Markelle Fultz - Harry Giles - Alterique Gilbert - Jonathan Isaac - V. J. King - Jayson Tatum | WEST - Miles Bridges - Marques Bolden - Amir Coffey - Wenyen Gabriel - Frank Jackson - Andrew Jones - Malik Monk - Shamorie Ponds - Omari Spellman - Cassius Winston |

### 2017年
| EAST - Brian Bowen - Wendell Carter Jr. - Trevon Duval - Jalek Felton - Quade Green - Jaren Jackson Jr. - Brandon McCoy - John Petty - Michael Porter Jr. - Mitchell Robinson - Jarred Vanderbilt - Tremont Waters | WEST - ディアンドレ・エイトン - モハメッド・バンバ - トロイ・ブラウン・ジュニア - マット・コールマン - ケビン・ノックス - ビリー・プレストン - コリン・セクストン - ニック・リチャーズ - ゲイリー・トレント・ジュニア（ゲイリー・トレントの息子） - P・J・ワシントン - ロニー・ウォーカー - トレイ・ヤング |

### 2018年
| AWAY - ダリウス・バズリー - ボル・ボル - ダリアス・ガーランド - タイラー・ヘロ - ジェイレン・ホード - ケルドン・ジョンソン - ルイス・キング - ナシール・リトル - シャリーフ・オニール - ウィル・リチャードソン - Simisola Shittu - ジャボンテ・スマート - コービー・ホワイト | HOME - R・J・バレット - ジェイレン・ケアリー - Ayo Dosunmu - トレ・ジョーンズ - ロメオ・ラングフォード - Andrew Nembhard - キャム・レディッシュ - アンファニー・サイモンズ - ジェイレン・スミス - コール・スワイダー - エミット・ウィリアムズ - ザイオン・ウィリアムソン |

### 2019年
| BLACK - コール・アンソニー - Armando Bacot - バーノン・ケアリー・ジュニア（元NFL選手バーノン・ケアリーの息子） - アンソニー・エドワーズ - ブージー・エリス - アロンゾ・ギャフニー - トレイス・ジャクソン＝デイビス - ウェンデル・ムーア・ジュニア - Jahmi'us Ramsey - C.J. ウォーカー - ロケット・ワッツ - ロメオ・ウィームズ - パトリック・ウィリアムズ | WHITE - ケイオン・ブルックス - D・J・ジェフリーズ - ジェイレン・レスキュー - トレ・マン - ニコ・マニオン - タイリース・マキシー - ジェイデン・マクダニエルズ - カシアス・スタンリー - アイザイア・スチュワート - トレンドン・ワトフォード - カリル・ホイットニー - サミュエル・ウィリアムソン - ジェームズ・ワイズマン |

## MVPアワード
| Year | 選手名                           | 高校卒業後           |
| ---- | -------------------------------- | -------------------- |
| 2002 | アマーレ・スタウダマイアー       | NBA                  |
| 2002 | ショーン・メイ                   | ノースカロライナ     |
| 2003 | レブロン・ジェームズ             | NBA                  |
| 2003 | シャノン・ブラウン               | ミシガン州立         |
| 2004 | ドワイト・ハワード               | NBA                  |
| 2005 | タイラー・ハンズブロー           | ノースカロライナ     |
| 2005 | アンドレイ・ブラッチ             | NBA                  |
| 2006 | ケビン・デュラント               | テキサス             |
| 2006 | サデウス・ヤング                 | ジョージア工科       |
| 2007 | ドンテ・グリーン                 | シラキューズ         |
| 2007 | コーリー・フィッシャー           | ビラノバ             |
| 2008 | ブランドン・ジェニングス         | NBA                  |
| 2008 | タイリーク・エバンス             | メンフィス           |
| 2009 | デリック・フェイバーズ           | ジョージア工科       |
| 2009 | レナード・シドニー               | ミシシッピ州立       |
| 2010 | ハリソン・バーンズ               | ノースカロライナ     |
| 2010 | カイリー・アービング             | デューク             |
| 2011 | ジェームズ・マイケル・マカドゥー | ノースカロライナ     |
| 2011 | アンソニー・デイビス             | ケンタッキー         |
| 2012 | シャバズ・ムハンマド             | UCLA                 |
| 2012 | ロドニー・パービス               | ノースカロライナ州立 |
| 2013 | ジュリアス・ランドル             | ケンタッキー         |
| 2013 | ジャバリ・パーカー               | デューク             |
| 2014 | ジャーリール・オカフォー         | デューク             |
| 2014 | クリフ・アレキサンダー           | カンザス             |
| 2015 | アロンゾ・トライアー             | アリゾナ             |
| 2015 | チェイク・ディアロ               | カンザス             |
| 2016 | デアーロン・フォックス           | ケンタッキー         |
| 2016 | マリック・モンク                 | ケンタッキー         |
| 2017 | ブライアン・ボーエン             | ルイビル             |
| 2017 | ロニー・ウォーカー               | マイアミ             |
| 2018 | エミット・ウィリアムズ           | LSU                  |
| 2018 | ナシール・リトル                 | ノースカロライナ     |
| 2019 | コール・アンソニー               | ノースカロライナ     |
| 2019 | ジェームズ・ワイズマン           | メンフィス           |